# Mycophila nikoleii
Mycophila nikoleii är en tvåvingeart som beskrevs av Edwin Möhn 1960. Mycophila nikoleii ingår i släktet Mycophila och familjen gallmyggor. Inga underarter finns listade i Catalogue of Life.